# Abbaye de Neuendorf
L’abbaye de Neuendorf est une ancienne abbaye cistercienne située en Allemagne. Elle a donné son nom au village qui l'entoure (de), situé dans la commune de Gardelegen

## Histoire

### Fondation
L'abbaye de Neuendorf est fondée en 1228, mais n'est érigée en abbaye qu'en 1232. Les premiers bienfaiteurs connus de l'abbaye sont Othon III de Brandebourg et Siegfried von Osterburg (de).

### Développement

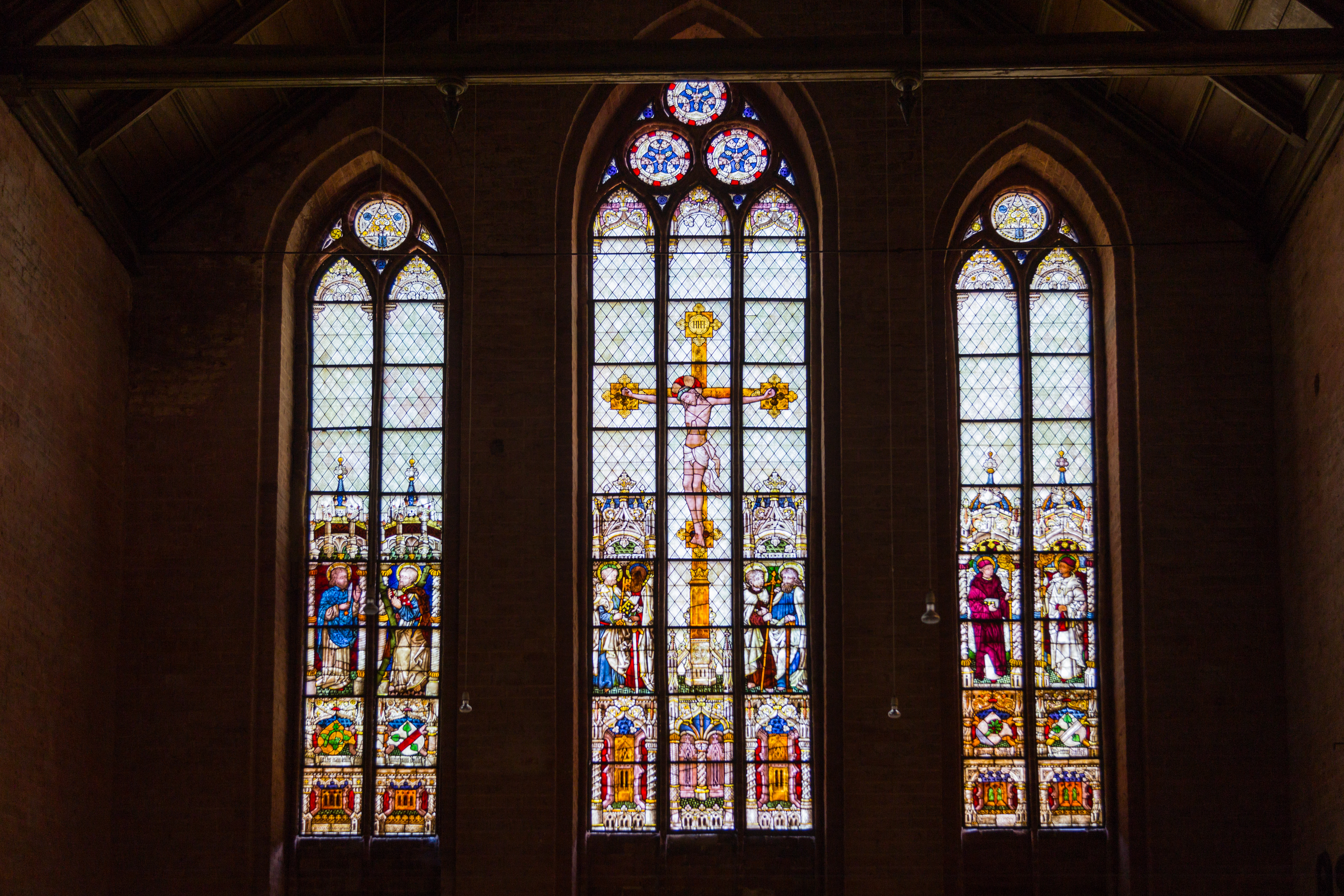
Les vitraux médiévaux de l'église abbatiale.

Rapidement, l'abbaye se développe et acquiert de nombreuses propriétés foncières. Elle fonde également ue abbaye-fille, celle d'Heiligengrabe en 1289. En 1292, Neuendorf compte 59 religieuses de chœur. L'église abbatiale est dotée entre 1330 et 1360 de nombreux vitraux médiévaux qui constituent un ensemble exceptionnel.
L'église sert en outre de nécropole à la famille des Alvensleben. Y sont notamment enterrés :
- Oda von Alvensleben, de son nom de naissance von Bodendiek (morte après 1334) avec une de ses filles ;
- Gebhard XII (mort en 1403) ;
- Berta von Bartensleben, femme de ce dernier (morte entre 1403 et 1420)
- Achaz Ier (mort en 1536) ;
- Anna (morte en 1545), fille de ce dernier[2].

### Réforme
En 1579, l'abbaye devient une communauté de sœurs protestantes.

### Fermeture
En 1810, l'abbaye est sécularisée.